# Délit d'initié en droit français
Cet article fait état du délit d'initié dans les lois et règlements français.

## Notion d'initié et d'information privilégiée

### La notion d'initié

#### Les initiés directs
La doctrine les qualifie d'initiés de droit, internes ou par nature. Ce sont en fait les dirigeants sociaux, le président, les directeurs généraux, les membres du directoire ou toute personne ayant la qualité d'administrateur ou membre du conseil de surveillance. Ils sont frappés par la loi d'interdiction d'opérer sur le marché boursier en raison des fonctions qu'ils exercent où il y a une présomption d'initiation irréfragable concernant les titres des sociétés qu'ils dirigent et concernant les titres d'autres entreprises appelées à traiter avec la société qu'ils dirigent[réf. nécessaire].

#### Les initiés indirects
Est réputé initié quiconque dispose d'information privilégiée dans le cadre de l'exercice de sa profession. L'initié ne voit peser sur lui aucune présomption irréfragable ou simple : il faut démontrer sa qualité d'initié indirect, le juge répressif devra constater que l'information privilégiée a été acquise à titre professionnel.
En conséquence, ils peuvent appartenir à la société sans rentrer dans la liste limitative des dirigeants, comme un directeur financier, ou un directeur administratif, ou encore être étrangers à la société mais entretenir avec celle-ci des relations professionnelles. On peut citer :
- le liquidateur ;
- certains employés de banque ou de société de bourse ;
- des partenaires contractuels ;
- des avocats d'affaires qui interviennent dans la négociation de contrats ;
- le cas du directeur d'un cabinet d'un ministre.

Toutes ces personnes subissent l'obligation de s'abstenir de toute opération sur le marché dès qu'elles ont eu accès à une information privilégiée.
En effet la loi du 15 novembre 2001 a inséré dans l'article L 465-1 du code monétaire et financier un nouvel alinéa 3 qui vise une nouvelle catégorie puisqu'elle vise toute personne autre que celle visée dans les deux précédents alinéas. Ce nouvel alinéa vise toutes les personnes possédant en connaissance de cause des informations privilégiées.
De manière similaire le règlement général de l'autorité des marchés financiers prévoit dans son article L 622-2 que les obligations d'abstention s'appliquent à toute personne détenant une information privilégiée et qui sait ou aurait dû savoir de par sa position qu'il s'agit d'une information privilégiée. Toute personne possédant des informations privilégiées peut avoir la qualité d'initié et être auteur du délit.
Cette extension s'inscrit dans un contexte autour de la source financière du terrorisme. Elle était prévue pour un temps limité. Elle a été pérennisée par la loi du 18 mars 2003 pour la sécurité intérieure. Par ailleurs, cette extension est conforme à une directive européenne. Les personnes morales peuvent être pénalement responsables dans le cas du délit d’initié.

#### L'information privilégiée
Cette notion se décompose en deux éléments :
- il faut une information ;
- il faut qu'elle soit privilégiée.

##### L'information
L'information doit porter sur les perspectives d'évolutions ou sur la situation d'un émetteur de titre, sur les perspectives de valeurs mobilières ou sur un contrat négociable. En principe, dans le cadre d'une information protégée ce sont tous les éléments d'ordre interne qui touchent les éléments de la société. Ce sont par exemple les résultats commerciaux ou financiers de cette société, la perspective d'une banqueroute ou d'une faillite frauduleuse ou au contraire d'un enrichissement certain.
Mais aussi des événements extérieurs à la société mais susceptibles d'avoir une incidence sur les cours des titres émis sur la société. c'est par exemple des négociations internationales.
En France, le législateur n'a pas précisé la qualité de l'information mais la doctrine et la jurisprudence reconnaissent que l'information doit avoir certaine qualité, elle doit être précise, particulière et certaine.
Des qualités qui distinguent cette information des simples rumeurs qui circulent dans les milieux d'affaires ou boursiers. Voici quelques exemples d'information précise :
- connaître le montant exact des pertes qui seront annoncées ou au contraire connaître le montant exact des dividendes versés aux actionnaires ;
- la connaissance que l'on a de la signature d'un contrat ;
- connaissance de restructuration ;
- connaissance de l'acquisition ;
- la participation dans d'autres sociétés ;
- des renseignements obtenus grâce à la communication frauduleuse d'un secret de fabrique[5].

A contrario, ne constitue pas d'informations précises le fait de faire l’état de bruits alarmants portant sur les prochaines difficultés de la société.
La cour de cassation a précisé ce qu'elle entendait par « information » : il faut des renseignements précis pouvant être immédiatement exploités sur le marché.

##### Le Privilège
Elle doit être privilégiée, c'est une situation d'inégalité. Le privilège consiste à détenir des informations déterminantes avant que le grand public en ait connaissance. Le privilège réside dans l'antériorité de la connaissance et par le nombre de ceux qui partagent l'information.
Autrement dit, l'information reste privilégiée même si le nombre des initiés augmentent, dès lors que la grande partie des épargnants ou investisseurs ne disposent pas de cette information.

### Les éléments constitutifs de l'infraction
En effet, l'initiation, l'information, le privilège ne sont que des éléments préalables qui rendent le délit d'initié possible mais ne le réalisent pas en lui-même.
L'infraction ne va se matérialiser que par la réalisation d'une opération boursière. S'agissant des auteurs de l'infraction, la loi prévoit large pour fermer à l'initié une échappatoire trop facile. La loi incrimine les opérations faites par les initiés eux-mêmes mais aussi celles réalisées pour leur compte par des personnes interposées.
Dans les deux cas, qu'il agisse directement ou indirectement, l'initié reste l'auteur principal du délit. Dans cet esprit d'extension de la répression, la loi a été plus loin car elle a incriminé des comportements parallèles c'est-à-dire la communication à des tiers d'information privilégiée même sans la réalisation d'opération. C'est donc un délit distinct : c'est le délit de communication privilégiée, article L 465-1 alinéa 2, également appelé délit de bavardage intempestif ou dîner en ville.
Ce délit a été introduit par la loi du 2 août 1989. Les personnes susceptibles de commettre ce délit sont les mêmes que celles pouvant commettre le délit d'initié. L'élément matériel du délit est différent pour ce qui est de la communication illicite d'information privilégiée.
Cependant, il faut préserver la communication dans les sociétés. En conséquence, ne tombent pas sous le coup de l'interdiction légale toutes les communications d'informations faites dans un cadre purement professionnel, comme à l'occasion d'une réunion des dirigeants de différentes sociétés en cours de négociation.
Le législateur a entendu punir les divulgations dépassant le cercle restreint des initiés. 
Les peines pour ce délit de communication illicite sont d'un an d’emprisonnement et 150 000 euros d'amende. Ce délit de communication est moins sévèrement sanctionné que le délit d'initié proprement dit.
La responsabilité des personnes morales est possible. Il s'agit d'un délit intentionnel, la mauvaise foi est requise. 
La mauvaise foi est déduite de la profession et fonction exercée par l'auteur de la communication des informations privilégiées.

### Répression du délit d'initié

#### Les sanctions encourues
L'infraction est passible d'une peine d'emprisonnement de cinq ans et d'une amende de 100 millions d'euros calculée à partir du profit réalisé par l’initié et elle peut porter sur un chiffre décuple du montant de profit éventuellement réalisé. Il est à noter que l'amende ne peut être inférieure au profit réalisé. La tentative est prévue au II de l'article L 465-1 du code monétaire et financier.
Enfin on a utilisé le recel du délit d'initié, il est punissable pour les tiers qui ont bénéficié d'une information privilégiée et la mise à profit. Ce système a perdu aujourd'hui de son intérêt du fait de l'introduction de l'alinéa 3 de l'article L 465-1 qui permet d’étendre le champ des poursuites aux tiers.
Les personnes morales peuvent se rendre coupables du délit d'initié, elles encourent alors une amende quintuplée, elles encourent des peines complémentaires mentionnées à l'article 131-39 du code pénal. Le tribunal peut prononcer la dissolution de la personne morale si elle est créée spécialement pour commettre ce délit d'initié. Les personnes morales peuvent être frappées d'une interdiction d'exercer l'activité à l'occasion où l'infraction a été commise.

#### La compétence des juridictions répressives
C'est le tribunal judiciaire de Paris qui reçoit compétence pour la poursuite, l'instruction et le jugement des délits en question.
D'une part, s'agissant de la compétence des juridictions française, la question s'est trouvée soulevée à l'occasion de l'affaire Péchiney qui invoquait l'incompétence des juridictions françaises au motif que les opérations incriminées avaient été réalisées à la bourse de New York et portaient sur les titres d'une société de droit américain. Cette argumentation a été écartée par la Cour de cassation.
La cour de cassation fait observer que l'article L 465-1 du code monétaire et financier n'exige pas que l'opération incriminée ait été réalisée sur le marché boursier français et porte sur des titres cotés en France.
La cour de cassation ajoute d'autre part que suivant le code de procédure pénale, c'est l'article 693 qui était applicable à l'époque des faits, dont les dispositions sont reprises à l'article 113-2 du code pénal. Ce texte donne compétence aux juridictions françaises pour connaître de toutes infractions dont un acte caractérisant un de ses éléments constitutifs a été accompli en France. C'était le cas dans l'affaire Péchiney, bien que réalisé sur une place boursière étrangère, elle l'avait été sur la base d'informations obtenues illégitimement en France.